# 水野敬生
水野 敬生（みずの たかお）は、日本の社会福祉事業家。社会福祉法人一誠会理事。特別養護老人ホーム偕楽園ホーム施設長。
全国老人福祉施設協議会 広報委員会委員長。

## 来歴
1984年 駒澤大学文学部社会学科社会福祉コース卒業。社会福祉法人浄風園特別養護老人ホーム浄風園に介護職員として入職。1988年社会福祉法人光照園特別養護老人ホーム王子光照苑に生活相談員として入職。介護支援専門員などを経て、2005年に同法人王子光照苑施設長。2008年、同法人江戸川光照苑施設長。2014年、社会福祉法人一誠会偕楽園ホーム施設長を経て同法人理事に就任。デイサービスセンター初音の杜・グループホーム初音の杜管理者。
2007年、東京都功労者表彰。2011年、厚生労働大臣表彰。
東京都高齢者福祉施設協議会情報・広報室長。全国老人福祉施設協議会 広報委員会委員長を歴任。
著書に「介護手順書・マニュアル・指針集110」「介護手順書+マニュアル100」「介護手順書・マニュアル作成ガイド」「介護手順書・マニュアル施設版作成ガイド」など。

## 著書
- 国立国会図書館 を参照

### 論文
- CiNii